# Johann Wenzel von Trach
Johann Wenzel von Trach (geb. im 17. oder 18. Jahrhundert; gest. Dezember 1767) war ein preußischer Landrat.

## Leben
Johann Wenzel von Trach, dessen Ausbildung nicht überliefert wurde, war zwischen Januar 1742 und 1744 erster Landrat des Landkreises Breslau. 1746 wurde er in der Nachfolge von Friedrich Alexander von Hock zweiter Landrat des Landkreises Liegnitz. Um 1750 war er Erbherr auf Mühlgast, Groß- und Klein-Reichen (Kreis Lüben) und Dittersbach. Die Verabschiedung als Landrat des Landkreises Liegnitz erfolgte im Sommer 1756, sein Nachfolger wurde Sylvius Rudolph Helmrich von Elgott.